# Eduardo Palacio-Valdés
Eduardo Palacio-Valdés (Oviedo, 1884-Barcelona, 1970) fue un periodista español.

## Biografía
Nacido el 6 de febrero de 1884 en Oviedo, después de ejercer como periodista en Guadalajara se convirtió en redactor de ABC y secretario primero de la Asociación de la Prensa de Madrid, que le tributó un homenaje público el 17 de febrero de 1924. Fue también secretario general de la Federación de la Prensa de España, además de miembro de la Asamblea Nacional Consultiva durante la dictadura de Primo de Rivera. Palacio Valdés, que más adelante fue durante más de dos décadas subdirector de La Vanguardia, falleció el 16 de noviembre de 1970 en Barcelona.